# Argyrodes incisifrons
Argyrodes incisifrons is een spinnensoort in de taxonomische indeling van de kogelspinnen (Theridiidae).
Het dier behoort tot het geslacht Argyrodes. De wetenschappelijke naam van de soort werd voor het eerst geldig gepubliceerd in 1890 door Eugen von Keyserling.